# Награда „11. октобар”
Државна награда „11. октобар” (мкд. 11. октомври) је награда високог ранга у Северној Македонији која се традиционално додељује сваког 11. октобра, на Дан устанка народа Македоније. Овом наградом одаје се највише признање за животно дело у области науке, уметности, привреде и других делатности од јавног интереса. Награда је први пут додељена 1959. године.
Државну награду „11. октобар” додељује Одбор за доделу државне награде „11. октобар”, који чине председавајући и 12 чланова. Одбор расписује конкурс и доноси одлуку о добитницима. Конкурс је отворен сваке године од 1. до 31. маја.

## Додељивање
Према закону о државним наградама Републике Македоније:
- Државна награда „11. октобар” се додељује појединцима, групама стваралаца, тимовима, институцијама, трговинским предузећима и удружењима грађана из Македоније.
- Државна награда „11. октобар”, према условима наведеним у конкурсу, може се доделити и страним држављанима, групи стваралаца, тимовима и институцијама из иностранства.
- Награђеном лицу додељује се: диплома, плакета и новчани износ.
- Сваки члан награђене групе стваралаца или тима добија диплому, плакету и једнак део новчаног износа.
- Диплома и плакета се додељују награђеној установи, трговачком предузећу или удружењу грађана.
- Новчани износ државне награде „11. октобар“ износи петнаест просечних месечних зарада у Републици Северној Македонији исплаћених у последња три месеца текуће године.
- Државна награда „11. октобар“ додељује се, по правилу, сваке године.
- У једној години може се доделити највише пет награда.
- Иницијативу за доделу државне награде „11. октобар“ могу поднети: установе, трговинска предузећа, удружења грађана и појединци.

Традиционално, награда се додељује у згради Скупштине Македоније.

## Добитници
- 1969 — Петар Богданов - Кочко, Станимир Јовановски и Петар Хаџи Бошков
- 1973 — Милчо Ристов[4]
- 1975 — Александар Лековски - Лекај, композитор и диригент, Јанко Константинов[5]
- 1977 — Јоана Поповска - позоришна, филмска и телевизиска глумица[6]
- 1978 — Зина Креља[7]
- 1980 — Горан Стефановски, Борислав Траиковски, Благоја Чоревски[8]
- 1981 — Стојан Попов,[9] Љубиша Георгиевски[10]
- 1982 — Мето Јовановски, Пецо Видимче[11]
- 1983 — Стево Спасовски
- 1984 — Владимир Костов
- 1985 — Ненад Стојановски
- 1988 — Ристо Стефановски, Томо Шијак[12]
- 1989 — Горазд Росоклија
- 1990 — НИП „Студентски збор“ - Скопље
- 1991 — Ђорђи Колозов
- 1994 — Благоја Дрнков - за животно дело
- 1995 — Милчо Манчевски
- 1998 — Таки М. Павловски
- 1999 — Димитар Станкоски, Владимир Светиев
- 2001 — Мето Јовановски, Александар Цветковски, Запро Запров, Стојан Стојков, Димитар Кафтанџиев, Државни архив Македоније и Ристо Гушков
- 2002 — Анте Поповски, Никола Кљусев, Снежана Стамеска и Славица Перовска-Галић
- 2003 — Институт за македонски јазик „Крсте Мисирков“, Љупчо Ајдински, Тале Огненовски, Зоица Пуровска Велевска и Борис Поп Ђорчев
- 2004 — Клиника за урологија, Иван Влашки, Али Алиу, Јордан Савевски и Георги Сталев,
- 2005 — Вера Стојчевска-Антић, Ивица Зорић Ремзи Бала, Македонско лекарско друштво и Бојан Шоптрајанов
- 2006 — Филозофски, Филолошки и Природно-математички факултет у Скопљу, Трпе Груевски, Виолета Панзова, Авзи Мустафа, Љубинка Басотова и Илко Стефановски[13]
- 2007 — Томислав Тодоровски
- 2008 — Коста Пеев, Михајло Миноски, Божин Павловски и Истражувачки центар за генетско инженерство и биотехнологију на МАНУ
- 2009 — Момир Поленаковић
- 2010 — Гоце Влахов, Раде Силјан, Глигор Тренчевски и Серафим Томовски
- 2011 — Тања Вујисић - Тодоровска, Ресул Шабани и Петар Темелковски[14]
- 2012 — Владо Камбовски и Димитар Мирчев - (наука), Веле Смилевски и Борис Трајанов - (култура и уметност), и Самуел Садикарио - (здравство, спорт и хуманост)
- 2013 — Срђан Керим (наука и образовање), Решат Амети (култура и уметност) и Драгослав Аргировски (новинарство и публицистика)
- 2014 — Дејан Докић и Зоран Тодоровски (наука и образовање) и Рамадан Шукри, Вања Лазарова - Димитрова и Катица Ћулавкова (култура и уметност)
- 2015 — Митко Маџунков (култура и уметност), Никола Јанкуловски, Махмуд Хиса и Марјан Димитријевски (наука и образовање)
- 2016 — Ванчо Петрушевски, Благоја Маневски, Раим Ганији, Елена Мисиркова и Атила Клинче (култура и уметност)
- 2017 — Влатко Стефановски (култура и уметност), Амет Шериф (наука и образовање)[15]
- 2018 — Драги Михајловски (култура и уметност), Ристо Лазаров (култура и уметност), Петре Арсовски (култура и уметност) Александар Ставридис (здравство)[16]
- 2019 — Петар Мирчевски (култура и уметност), Љупчо Коцарев (наука), Димитрие Дурацовски (култура и уметност)[17]
- 2020 — Награда није додељена[18]
- 2021 — Атанас Вангелов (наука и образование), Павле Кузмановски, Бедија Беговска, Махи Несими (култура и уметност)[19]
- 2022 — Методи Чепреганов (наука), Линдита Ахмети, Томислав Османли, Мицко Јанкуловски  (култура и уметност)[20]